# Grand Tavé
Der Grand Tavé (3158 m ü. M.) ist ein Berg östlich des Corbassièregletschers in den Walliser Alpen in der Schweiz. Der relativ leicht ersteigbare Gipfel bildet den Endpunkt des vom Tournelon Blanc (3707 m ü. M.) nördlich zum Col des Otanes ziehenden Grats und ist für seine Aussicht bekannt.

## Routen
Der Berg wird fast ausschliesslich von Norden, vom Col des Otanes (2846 m ü. M.) bestiegen. Dorthin gelangt man entweder von der Cabane de Panossiere oder vom Lac de Mauvoisin im Val de Bagnes.
Vom Col des Otanes geht es südöstlich durch Couloirs und über Schutt recht steil zum Nordgrat des Berges. Über den breiten Nordrücken führt der Anstieg dann leicht ansteigend nördlich bis zu einer Einschartung kurz vor dem eigentlichen Gipfel. Von dort ist es einfacher, ein Stück in die Westflanke zu queren als direkt auf dem Grat auf den Gipfel zuzuhalten.
Bis zum Col des Otanes ist der Anstieg markiert. Vom Col des Otanes ist in knapp einer Stunde der Gipfel erreichbar, von der Cabane de Panossiere sind 1½ Stunden zu veranschlagen.